# Тюратам
Тюратам или Торатам (на казахски: Төретам; на руски: Торатам) е станция и селище на основната железопътна линия Москва – Ташкент, намиращо се в Казахстан. Към 2009 г. има население от 9548 души. Името произлиза от казахската дума „Торе“, или по-точно Торе Баба, който е бил благородник, потомък на Чингис хан. Тюратам се намира близо до Байконур, руски, преди това съветски космодрум и близо до самия град Байконур (бивш Ленинск).

## История
В средата на 1950-те години, Съветският съюз обявява, че космически дейности се провеждат на космодрума Байконур, за който се предполага, че се намира близо до град Байконур, Казахска ССР. Реално, стартовите съоръжения се разполагат на 400 километра югозападно в Тюратам, близо до град Ленинск (често наричан Байконур, по името на космодрума).
Докато много репортери тогава смятат, че руснаците го наричат Байконур, за да скрият истинското му местоположение, оказва се, че объркването произтича от факта, че има друг град, наречен Байконур, на около 400 километра североизточно от космодрума Байконур в Ленинск.
ЦРУ прави опит за локализиране на местоположението чрез систематично проследяване на основните железопътни мрежи на Съветския съюз в Централна Азия с шпионски самолети Lockheed U-2. Мястото е открито и заснето през 1957 г. Франсис Гари Пауърс е трябвало да прелети над него на мисия през 1960 година, но тя завършва злополучно, поради избягването му от насочващия радар на защитната ракетна батарея С-75 Двина или вследствие на гъста облачна покривка, която не му позволява да снима обекта. Той заобикаля Тюратам и по-късно е свален над Урал.